# 오토가와역
오토가와역(일본어: 男川駅)은 일본 아이치현 오카자키시에 위치한 나고야 철도 나고야 본선의 철도역이다. 역 번호는 NH 12이며, 섬식 승강장 2면 2선의 구조를 갖춘 지상역이다.

## 타는 곳
| 1 | ■ 나고야 본선 | 하행 | 히가시오카자키 · 나고야 · 메이테쓰기후 · 이누야마 방면 |
| 2 | ■ 나고야 본선 | 상행 | 도요하시 · 도요카와이나리 방면                         |

## 이용 현황
- 2013년 : 3,475명

## 역 주변
- 도메이 고속도로 오카자키 나들목

## 인접 역
| 나고야 철도 나고야 본선    | 나고야 철도 나고야 본선 | 나고야 철도 나고야 본선                |
| -------------------------- | ----------------------- | -------------------------------------- |
| NH 11 미아이 도요하시 방면 | ■ 나고야 본선           | 히가시오카자키 NH 13 메이테쓰기후 방면 |